# Les margarides
Les margarides (títol original, Sedmikrásky; internacionalment coneguda pel títol en anglès Daisies) és una pel·lícula experimental de 1966 dirigida per la cineasta txecoslovaca Věra Chytilová. Ha estat doblada i subtitulada al català.
Rodada dos anys abans de la Primavera de Praga, la innovadora i transgressora pel·lícula -considerada una obra pilar de la Nova Ona Txecoslovaca i del cinema surrealista modern- va ser censurada per les autoritats comunistes i la directora va ser condemnada a no poder exercir la seva professió fins al 1975.

## Argument
Sedmikrásky tracta sobre dues anàrquiques adolescents, interpretades per les actrius Ivana Karbanová i Jitka Cerhová, que s'embarquen contínuament en diverses aventures, exercint sempre actes de rebel·lió i entremaliadures contra el món que les envolta. Mitjançant les inconnexes escenes, la pel·lícula es qüestiona la moral d'una societat perversa que les dues rebels protagonistes pretenen destruir, incloent-se també a elles mateixes.

## Repartiment
- Jitka Cerhová: Marie I
- Ivana Karbanová: Marie II
- Marie Češková
- Jiřina Myšková
- Marcela Březinová
- Julius Albert
- Dr. Oldrich Hora
- Jan Klusák
- Josef Konicek
- Jaromír Vomácka
- V. Mysková